# 宮島綱男

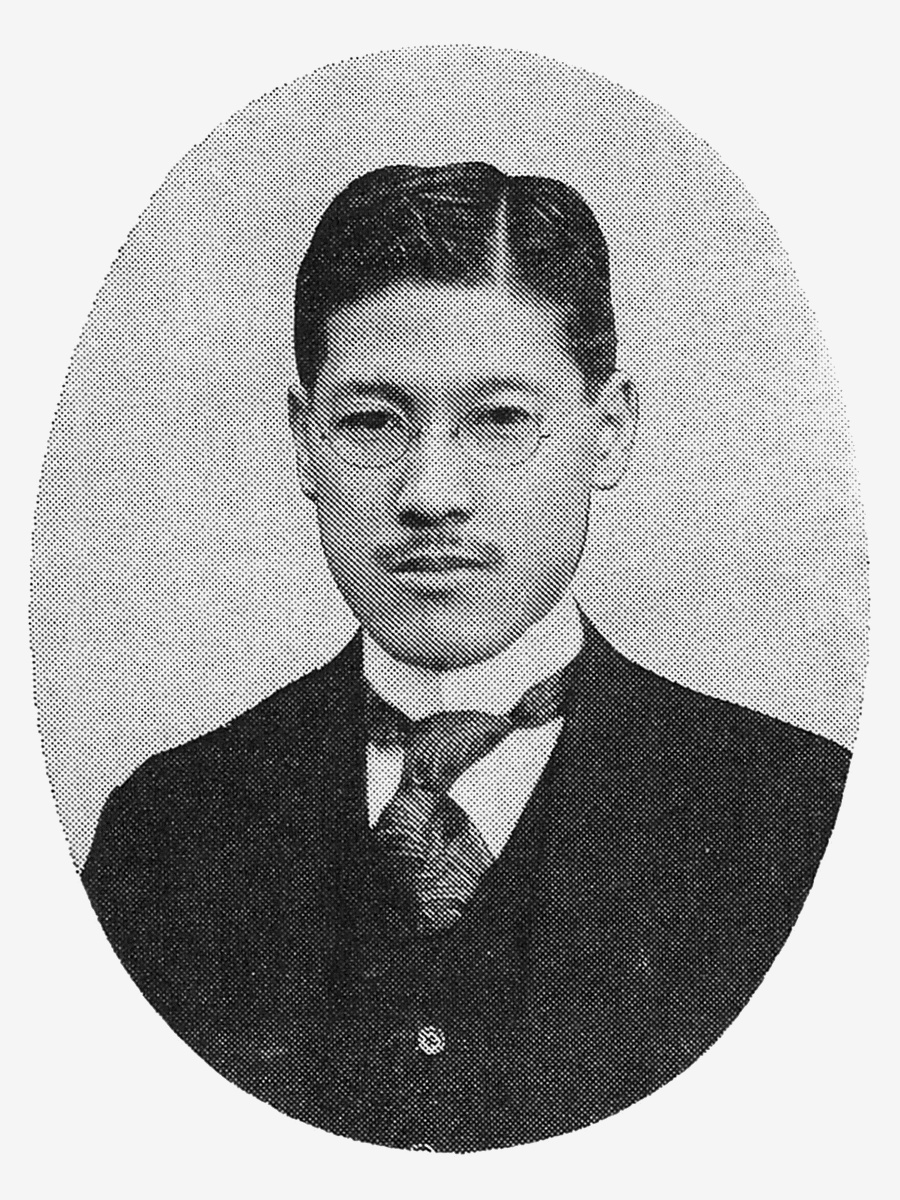
宮島綱男

宮島 綱男（みやじま つなお、1884年（明治17年）10月13日 - 1965年（昭和40年）3月26日）は、日本の経済学者・大学経営者。日仏交流にも長年尽力した。

## 略歴

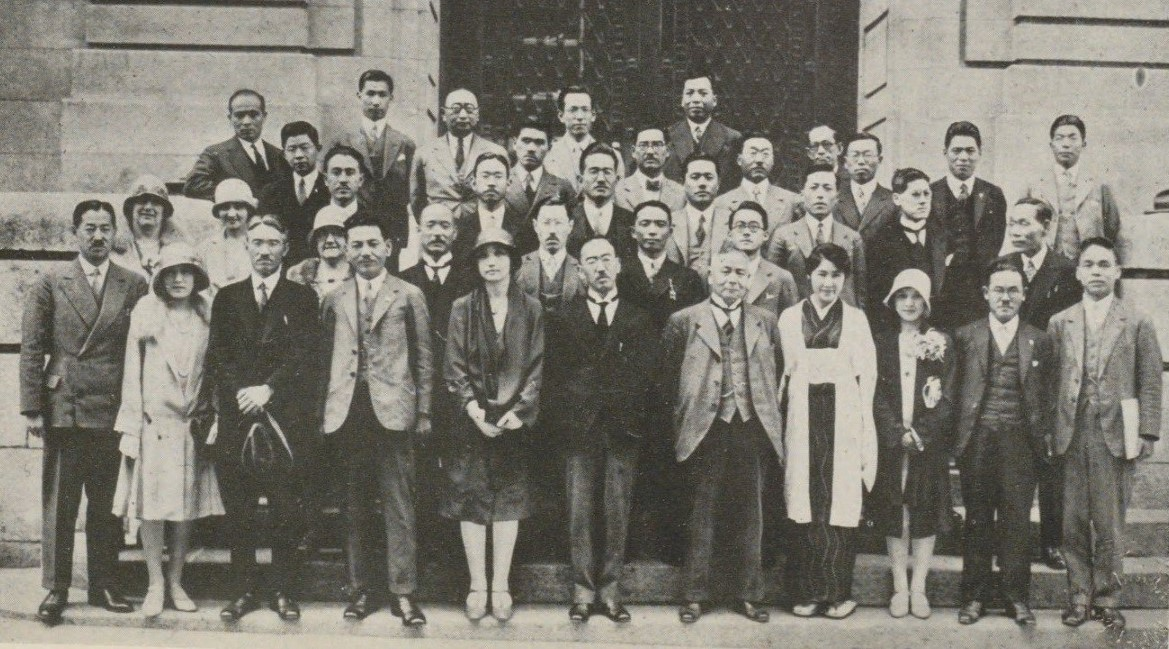
中列右から2人目に宮島綱男。最前列右から4人目にその妻。1929年ジュネーブ国際労働会議にて

1884年、愛知県丹羽郡池野村（現・犬山市）の素封家の家に生まれる。
1904年、名古屋英和学校を卒業。1908年、早稲田大学商科の外交部を首席で卒業。1911年、早大在外研究員としてヨーロッパに留学、シャルル・ジイド（ノーベル賞作家アンドレ・ジイドの叔父）の下で金融経済学を学ぶ。1913年、早大教授となるも、1917年早稲田騒動で早大を去る。その後、山岡順太郎（大阪商工会議所会頭）の個人秘書となる。
1921年、関西大学教授となる。教務のかたわら大学令による関西大学の昇格のため奔走する。1922年、関大専務理事となる。1924年、関大専門部文科を開設。1925年、フランス政府からオフイシェ・ダカデミー勲章を授与される。1927年、関大専門部紛擾事件により専務理事を辞職。
1928年、国際労働会議（ILO）常任顧問としてヨーロッパに駐在（1934年まで）。1938年、神戸日仏協会副会長（のち会長）となる。1940年、国際経済研究会会長となる。1947年、第1回参議院議員通常選挙に全国区から立候補したが落選した。1948年、学校法人関西大学理事長となる（1952年まで）。
1965年、老衰により死去。80歳。死の直前にフランス政府からレジオンドヌール勲章を授与された。

## 著書
- 『保険論講義案』 第1編、東京宝文館、1914年11月。NDLJP:952396。
  - 『保険論講義案』 第2編、東京宝文館、1915年5月。NDLJP:952397。
- An introduction to the study of commerce. Hobunkan. (1915)
- 『経済学原理』 上巻、瞭文堂、1925年11月。
- アーサー・セシル・ピグー『マーシャル経済学論集』宮島綱男監訳、宝文館、1928年1月。
- Contribution à l'étude du théâtre japonais de poupées. Societe de rapprochement intellectuel franco-japonais, Institut franco-japonais du Kansa. (1931-05)
- Souvenirs sur Charles Gide 1847-1932. Librairie du Recueil Sirey. (1934)
- ア・アガール『マーシャル経済学論集』宮島綱男・土居博共訳、修文館、1943年10月。

## 栄典
- 勲四等旭日章（日本）[8]
- オフイシェ・ダカデミー勲章（フランス）[9]
- レジオンドヌール勲章第三等コマンドール（フランス）[8]
- ベルギー王冠章四等[8]
- カンボジア王冠章三等[8]